# لسیا تسورنکو
 لسیا تسورنکو (اوکراینی: Леся Вікторівна Цуренко؛ زادهٔ ۳۰ مهٔ ۱۹۸۹) یک تنیس‌باز اهل اوکراین است. 